# Josef Šmidinger
Josef Šmidinger (24. října 1801, Strakonice - 2. února 1852, Hostomice pod Brdy) byl český kněz a vlastenec, šiřitel českých knih, zakladatel Šmidingerovy knihovny v jihočeském městě Strakonice, učitel, přítel básníka Františka Ladislava Čelakovského a Jana Vlastislava Plánka.

## Život
Šmidinger se narodil 24. října 1801 ve strakonickém rokokovém domě číslo 55. Na tomto místě dnes stojí Česká spořitelna. Navštěvoval hlavní školu ve Strakonicích, gymnázium začal studovat v Písku a středoškolská studia ukončil v Praze, kde potom začal studovat tzv. filosofii (povinný dvou- až tříletý přípravný kurz na vysokoškolské studium). V roce 1825 se zúčastnil střetů se řemeslníky, za což byl vyloučen z univerzity a násilně odveden na vojnu. Avšak z vojenské služby byl osvobozen kvůli plicní chorobě, která jej trvale trápila. Nakonec začal studovat teologii a 25. července 1833 byl vysvěcen na kněze. Již jako student semináře začal rozšiřovat české knihy.
Kvůli nemoci se vzdal kněžského životního poslání a učil ve strakonické hlavní škole. V roce 1833 neúspěšně usiloval o místo ředitele školy a pracoval jako vychovatel, nejprve v rodině barona Dlouhoveského z Chanovic, v zámku Němčicích, poté ve Volenicích a nakonec v rodině baronů Veithů.
V roce 1843 založil knihovnu ve Strakonicích, která nese jeho jméno dodnes. Kromě toho založil venkovské knihovny v Hostlovicích (dnes Hoslovice) a Němčicích. Na jiných místech lidi podporoval a dodával jim odvahy k založení knihoven. Ještě v roce 1845 Šmidinger vychovával děti vlasteneckého statkáře Šafaříka z Tažovic. Jen krátce, tři roky, sloužil jako pomocný kněz v Hostomicích pod Brdy, kde 2. února 1852 zemřel. Tam je také pochován.

## Činnost a dědictví
- Rozšiřoval české knihy na venkově i ve městech – prodával je například u kostelů během poutí a posvícení. Chudým daroval knihy bezplatně. Osobnost kněze Josefa Šmidingera inspirovala spisovatele Aloise Jiráska k vytvoření postavy Matouše Vrby v románu F. L. Věk.
- Od roku 1849 do roku 1852 sbíral peníze na stavbu Národního divadla v Praze.
- Obětavě pracoval v Matici české, jejímž členem se stal v roce 1832. Sám pro ni získal více než 400 členů a nasbíral více než 20 000 zlatých.
- Šmidinger ve své poslední vůli nezapomněl na rodné město Strakonice a jeho občany. Například strakonické knihovně a chudobinci s nemocnicí odkázal v poslední vůli po 1000 zlatých, Českému muzeu 200 zlatých a Matici české 1000 zlatých. Na náboženské a vlastenecké účely odkázal celkem 6 930 zlatých.